# المدرسة العادلية الكبرى
المدرسة العادلية الكبرى تقع بين بابي الفرج والفراديس، مقابل المكتبة الظاهرية في دمشق بسوريّة والتي تعتبر موئلاً لعدد ضخم من المدارس أنشئت في العصر المملوكي والعثماني، ولقد زال أكثر هذه المدارس التي ذكرت في كتاب النعيمي الدارس في تاريخ المدارس. ومن ضمن هذه المدارس المدرسة العادلية الكبرى التي أنشأها الملك العادل أبو بكر بن أيوب سنة 612ه/1215م وأكملها ابنه المعظم عيسى سنة 619هـ/1222م وهي مؤلفة من واجهة شرقية يؤدي بابها إلى دهليز واسع مسقوف بقبوة، ويأتي بعده باب آخر ينفتح على إيوان مطل على صحن المدرسة.وثمة باب في الجنوب يؤدي إلى مدفن الملك العادل، وباب من الشمال يؤدي بسلّم إلى الطابق العلوي.
وفي الصحن المربع إيوان كبير من الشمال، وثمة غرف كانت في جهة الغرب. وواجهة المدرسة مبنية من الحجر الكلسي النحتي، ينتهي في الأعلى بطنف. أما البوابة فهي غنية بهندستها وزخارفها، وهي حنية عالية يغطيها عقد حجري في وسطه حجر مدلّى طوله 2.20م على طرفيه قوسان مفصصان ثلاثيان، وللباب إطار حجري بمداميك ملونة مع إطار آخر ذي قوالب زخرفية. ولقد غطيت أرض الصحن بحجارة ذات ترتيب زخرفي شطرنجي في وسطها بركة ماء مربعة.
ويضم المدفن رفاة الملك العادل صلاح الدين وتعلوها قبة محمولة على عقود جدارية، وزينت زوايا الفناء بأركان من المقرنصات بينها أربعة مجاميع من النوافذ. وتغطي المدفن قبة عالية وفي المقبرة محراب للصلاة.